# سنوی (آستراخان)
سنوی (به لاتین: Sennoy) یک منطقهٔ مسکونی در روسیه است که در استان آستراخان واقع شده‌است.